# Estadi Josy Barthel
L'estadi Josy Barthel és l'estadi nacional de Luxemburg, seu de la selecció de futbol de Luxemburg i també utilitzat pel rugbi a 15 i l'atletisme. Es troba damunt de la ruta d'Arlon a la Ciutat de Luxemburg.
Inicialment anomenat Stade Municipale, va construir-se entre 1928 i 1931, i va ser totalment reconstruït el 1990. Des del juliol 1993, porta el nom de Josy Barthel, medallista d'or en la prova de 1500m als Jocs Olímpics de 1952: el màxim reconeixement esportiu aconseguit mai per aquest país. L'estadi és també la seu del club d'atletisme més gran en el país, el CAL Spora Luxemburg i té una capacitat de 8,000 espectadors. El 2014 es va anunciar que requeria una inversió de 230,000 Euros per poder tenir un estàndard suficient per allotjar partits de classificació pel Campionat d'Europa de futbol 2016,
El juny de 2014, es va decidir la construcció d'un nou estadi a Kockelscheuer. amb capacitat per a 9,000 persones, dedicat també al futbol i el rugbi.